# Boris Pavlovič Belousov
Boris Pavlovič Belousov (in russo Борис Павлович Белоусов?; Mosca, 19 febbraio 1893 – Mosca, 12 giugno 1970) è stato un chimico e biofisico sovietico, noto per aver scoperto la reazione di Belousov-Zhabotinsky nei primi anni cinquanta. Il suo lavoro segnò l'inizio della moderna dinamica molecolare non lineare.

## Biografia
A causa del forte anti-Zarismo che la caratterizzò, la famiglia Belousov dopo la Rivoluzione russa del 1905 fu arrestata e successivamente costretta ad abbandonare la propria nazione. Si stabilirono quindi in Svizzera e fu qui che Boris studiò chimica, nella città di Zurigo.
Tornato in Russia agli inizi della prima guerra mondiale, Belousov tentò di arruolarsi nell'esercito, ma fu scartato per motivi di salute. Riuscì ad entrare in un gruppo di laboratorio militare diretto dal chimico Vladimir Nikolaevič Ipat'ev. Il suo impegno fu premiato con la promozione al grado militare di comandante di brigata.
Lasciata la carriera militare, lavorò presso il laboratorio di biofisica del Ministero della Salute dell'URSS svolgendo l'attività di tossicologo. Fu studiando un analogo inorganico del ciclo di Krebs che Belousov ebbe l'occasione di scoprire una nuova reazione oscillante. Cercò due volte, nell'arco di sei anni, di pubblicare la sua nuova scoperta, ma nelle riviste cui mandò i suoi articoli incontrò editori scettici che considerarono la sua scoperta come "impossibile".
Il biochimico Simon Elevič Šnol', dell'Istituto di Biofisica Teorica e Sperimentale di Puščino, si interessò alla nuova scoperta di Belousov e cercò di incoraggiarlo a continuare. Belousov diede alcuni suoi appunti a Šnol' al fine di pubblicarli in una rivista poco conosciuta, senza revisione paritaria, poi smise di occuparsi di scienza. Šnol' passò le note sperimentali del lavoro di Belousov ad Anatolij Žabotinskij, il quale approfondì in dettaglio lo studio della reazione e pubblicò i suoi risultati. La reazione verrà quindi chiamata reazione di Belousov-Zhabotinsky.

## Onorificenze
Belousov vinse postumo il premio Lenin nel 1980.